# Valettietta gracilis
Valettietta gracilis is een vlokreeftensoort uit de familie van de Valettiopsidae. De wetenschappelijke naam van de soort is voor het eerst geldig gepubliceerd in 1983 door Lincoln & Thurston.